# Sproet (huidkenmerk)
Een sproet (efelide) is een opeenhoping van pigment (melanine) in de onderste lagen van de menselijke opperhuid. 
De bruine kleur wordt op dezelfde manier verkregen als bij het bruinen in/door de zon, alleen is de verdeling van melanine bij sproeten niet egaal. Wel kennen sproeten een symmetrische verdeling.
De meeste mensen krijgen sproeten als kind. Hoeveel sproeten iemand krijgt is genetisch vastgesteld. Heel veel roodharige mensen hebben sproeten, maar ook mensen met een andere haarkleur en/of een donkerder huidskleur kunnen sproeten hebben.
Sproeten zijn geen moedervlekken en kunnen dus niet kwaadaardig zijn. Hoewel sproeten zelf geen afwijking zijn, hebben mensen met veel sproeten wel een grotere kans om huidafwijkingen als een melanoom te krijgen. 
Sproeten kunnen als schoonheid worden ervaren, maar er zijn bedrijven die  middelen verkopen om van sproeten af te komen, bijvoorbeeld door ze te bleken of te camoufleren. 